# Anges et Démons (film)
Pour les articles homonymes, voir Anges et Démons.
Série Robert Langdon
Da Vinci Code
(2006) Inferno
(2016)
Pour plus de détails, voir Fiche technique et Distribution.

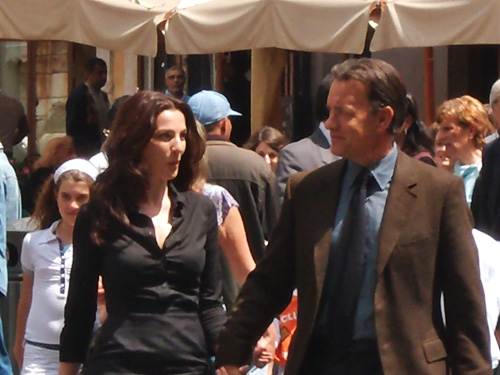
Tom Hanks et Ayelet Zurer au pantheon.

Anges et Démons (Angels & Demons) est un film américain à suspense et mystère sorti en 2009, réalisé par Ron Howard et écrit par Akiva Goldsman et David Koepp. Il est adapté du roman homonyme de Dan Brown publié en 2000. Suite du film The Da Vinci Code sorti en 2006, également réalisé par Howard, il constitue le deuxième volet de la série cinématographique centrée sur Robert Langdon ; toutefois, le roman Anges et Démons a été publié avant The Da Vinci Code.
Le tournage a eu lieu à Rome, en Italie, ainsi qu’aux studios Sony Pictures à Culver City, en Californie. Tom Hanks reprend son rôle du professeur Robert Langdon, tandis qu’Ayelet Zurer incarne la docteure Vittoria Vetra, une scientifique du CERN qui rejoint Langdon dans une quête visant à retrouver une fiole d’antimatière volée par un mystérieux terroriste appartenant aux Illuminati. Le producteur Brian Grazer, le compositeur Hans Zimmer et le scénariste Akiva Goldsman sont également de retour, rejoints par David Koepp pour renforcer l’équipe de scénaristes.
Anges et Démons a été présenté en avant-première à Rome le 4 mai 2009, et est sorti en salles le 15 mai, distribué par Sony Pictures Releasing sous le label Columbia Pictures. Il a rapporté 485,9 millions de dollars dans le monde entier pour un budget de production de 150 millions, devenant ainsi le neuvième film le plus rentable de 2009. Il a reçu des critiques mitigées, bien que généralement considéré comme une amélioration par rapport à son prédécesseur. Une suite intitulée Inferno est venue conclure la série en 2016.

## Synopsis
Alors que le Pape est mort et que les cardinaux vont entrer en conclave, les Illuminati, une ancienne et puissante société secrète traquée par l'Église catholique, dérobent de l'antimatière au CERN, à Genève, et placent cette bombe à retardement au sein même du Vatican. De plus, ils enlèvent quatre preferiti, c'est-à-dire les cardinaux les plus papables, et envoient une vidéo à la Garde suisse expliquant qu'ils comptent en tuer un toutes les heures avant que la bombe n'explose.
Robert Langdon, professeur en symbologie à l'Université Harvard, à qui l'Église a refusé plusieurs fois l'accès à ses archives, est appelé en urgence par le Vatican pour les aider à délivrer les preferiti et retrouver la bombe. Avec Vittoria Vetra, la scientifique italienne à qui l'antimatière de la bombe a été volée, il s'embarque dans un jeu de piste mouvementé, passant par des cryptes scellées, des catacombes dangereuses et des cathédrales désertes, en essayant de décrypter le rébus vieux de 400 ans laissé par le savant italien Galilée.

## Fiche technique
- Titre original : Angels & Demons
- Titre francophone : Anges et Démons
- Réalisation : Ron Howard
- Scénario : Akiva Goldsman et David Koepp, d'après Anges et Démons de Dan Brown
- Musique : Hans Zimmer
- Direction artistique : Alex Cameron, Keith P. Cunningham, Luke Freeborn, Marc Homes, Giles Masters et Dawn Swiderski
- Décors : Allan Cameron
- Costumes : Daniel Orlandi et Louis Joon
- Photographie : Salvatore Totino
- Son : Tom Fleischman, Greg P. Russell
- Montage : Daniel P. Hanley et Mike Hill
- Production : John Calley, Brian Grazer et Ron Howard

Production exécutive (Italie) : Ute Leonhardt
Production déléguée : Dan Brown, Todd Hallowell,
Production déléguée (Italie) : Marco Valerio Pugini
Production associée : William M. Connor, Anna Culp, Kathleen McGill et Louisa Velis
- Sociétés de production :
  - États-Unis : avec la participation de Columbia Pictures et Imagine Entertainment
  - Italie : Panorama Films
  - Pays-Bas : Skylark Productions
- Distribution :
  - États-Unis : Columbia Pictures, Sony Pictures Releasing
  - France : Sony Pictures Releasing France
  - Belgique : Sony Pictures Releasing
- Budget : 150 millions de $[1]
- Pays de production :  États-Unis,  Italie
- Langue originale : anglais, italien, latin, français, suisse allemand, allemand, chinois, espagnol et polonais
- Format[2] : couleur (DeLuxe) - 35 mm / D-Cinema - 2,39:1 (Cinémascope) - son DTS | Dolby Digital | SDDS | Dolby Atmos
- Genre : thriller
- Durée : 138 minutes / 146 minutes (version longue)
- Dates de sortie[3] :
  - France, Belgique, Suisse romande, Italie : 13 mai 2009
  - États-Unis, Canada : 15 mai 2009
- Classification[4] :
  -  États-Unis : Accord parental recommandé, film déconseillé aux moins de 13 ans (certificat #44269) (PG-13 - Parents Strongly Cautioned)[Note 1].
  -  Italie : Tous publics (T - film per tutti)[5].
  -  Québec : Tous publics (G - General Rating).
  -  France : Tous publics (visa d'exploitation no 121951 délivré le 23 avril 2009)[6].

## Distribution
- Tom Hanks (VF : Jean-Philippe Puymartin ; VQ : Bernard Fortin) : Robert Langdon
- Ewan McGregor (VF : Bruno Choël ; VQ : François Godin) : père Patrick MacKenna, prêtre camerlingue
- Ayelet Zurer (VF : Laura Devoti ; VQ : Marina Orsini) : Vittoria Vetra
- Stellan Skarsgård (VF : Jacques Frantz ; VQ : Vincent Davy) : le commandant Maximilian Richter de la garde suisse
- Pierfrancesco Favino (VF : Mathieu Buscatto ; VQ : Manuel Tadros) : le commandant Ernesto Olivetti de la gendarmerie du Vatican
- Armin Mueller-Stahl (VF : Georges Claisse ; VQ : Hubert Fielden) : le cardinal Strauss, doyen du Sacré Collège et grand électeur du conclave
- Nikolaj Lie Kaas (VF : David Krüger ; VQ : Benoît Gouin) : M. Grey
- Thure Lindhardt (VF : Jurgen Zwingel ; VQ : Guillaume Champoux) : lieutenant Chartrand de la garde suisse
- Victor Alfieri (VF : Luca Lombardi ; VQ : François Trudel) : lieutenant Valenti de l'Arme des Carabiniers
- David Pasquesi (VF : Andrea del Luca ; VQ : Jacques Lavallée) : Claudio Vincenzi, mandaté par le Vatican pour amener Langdon à Rome
- Cosimo Fusco (VF : Enrico di Givani ; VQ : Mario Desmarais) : archevêque Simeon, préfet de la maison papale
- Carmen Argenziano : père Silvano Bentivoglio, prêtre catholique et scientifique du CERN qui travaille sur l'expérimentation de l'antimatière avec le Dr Vetra
- Marco Fiorini : le cardinal Baggia, l'un des quatre preferiti enlevés et associé à l'eau, cardinal de Milan en Italie, puis le pape Luc.
- Bob Yerkes : le cardinal Guidera, l'un des quatre preferiti enlevés et associé au feu, cardinal de Barcelone en Espagne
- Franklin Amobi : le cardinal Lamassé, l'un des quatre preferiti enlevés et associé à l'air, cardinal de Paris en France
- Curt Lowens : le cardinal Ebner, l'un des quatre preferiti enlevés et associé à la terre, cardinal de Francfort en Allemagne
- Howard Mungo (VF : Frantz Confiac) : le cardinal Yoruba
- Rance Howard (VF : Jeff Davidson ; VQ : Yves Massicotte) : le cardinal Mungo
- Steve Franken (VF : Michel Voletti) : le cardinal Colbert
- Gino Conforti (VF : Emiliano Suarez ; VQ : Aubert Pallascio) : le cardinal Pugini
- Elya Baskin : le cardinal Petrov
- Richard Rosetti : un cardinal
- Silvano Marchetto : un cardinal
- Thomas Morris : Urs Weber
- Todd Schneider : carabinier, partenaire du lieutenant Valenti
- Norbert Weisser : un scientifique du CERN
- Alfred Molina (VF : Lionel Tua) : narrateur du début du film (non crédité)

Voix additionnellesEmmanuèle Bondeville

## Production

### Lieux de tournage

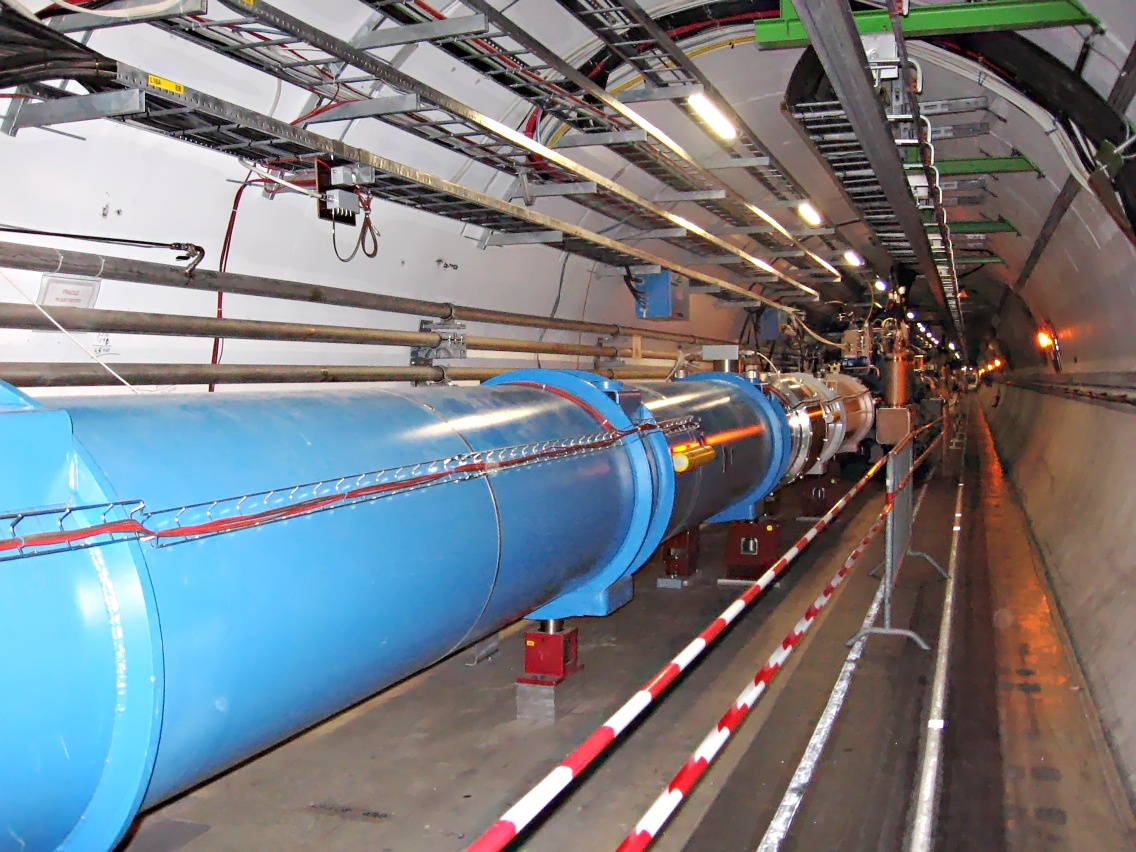
Le tunnel du grand collisionneur de hadrons avec tube contenant les électroaimants supraconducteurs.
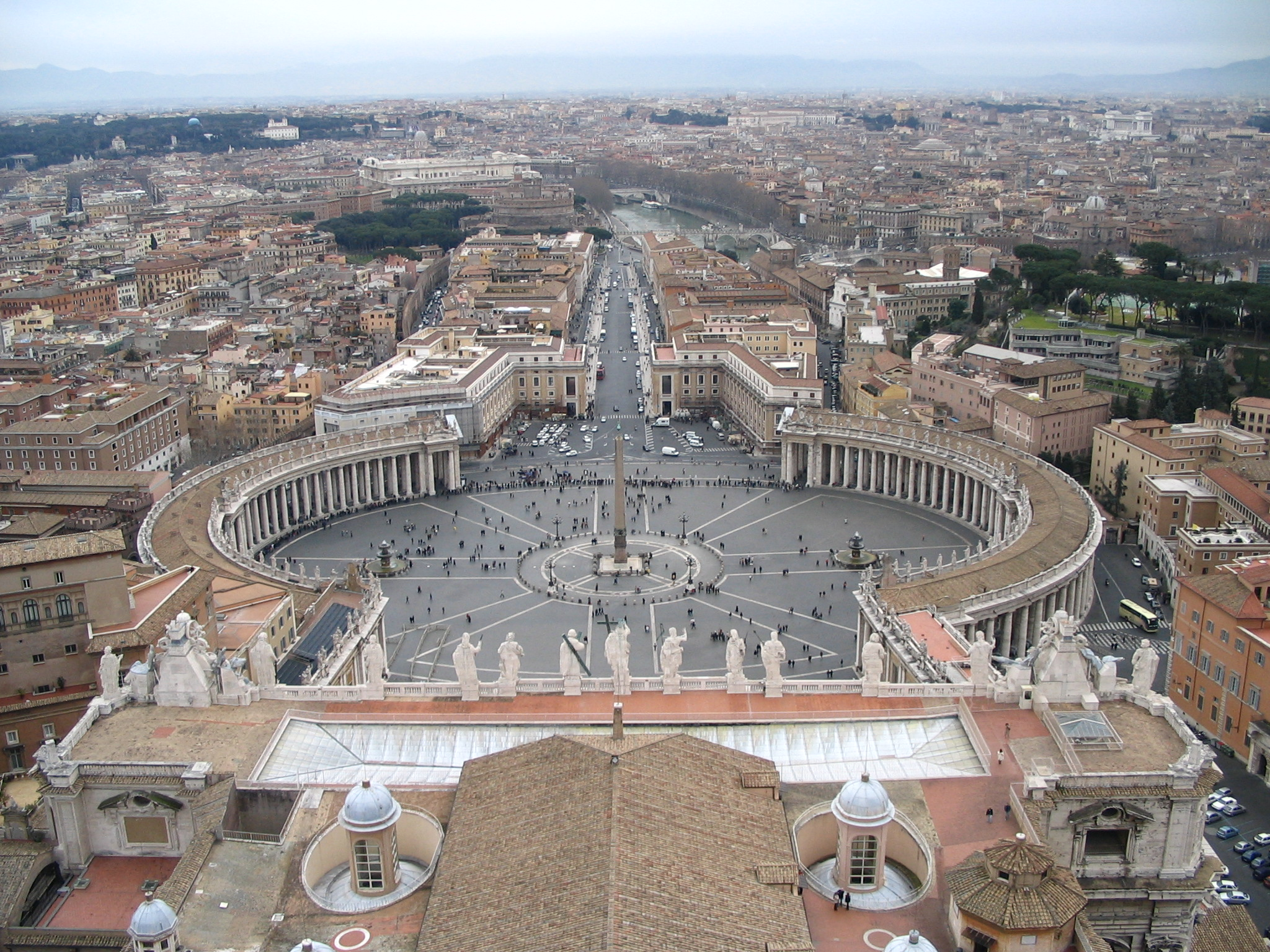
La place Saint-Pierre
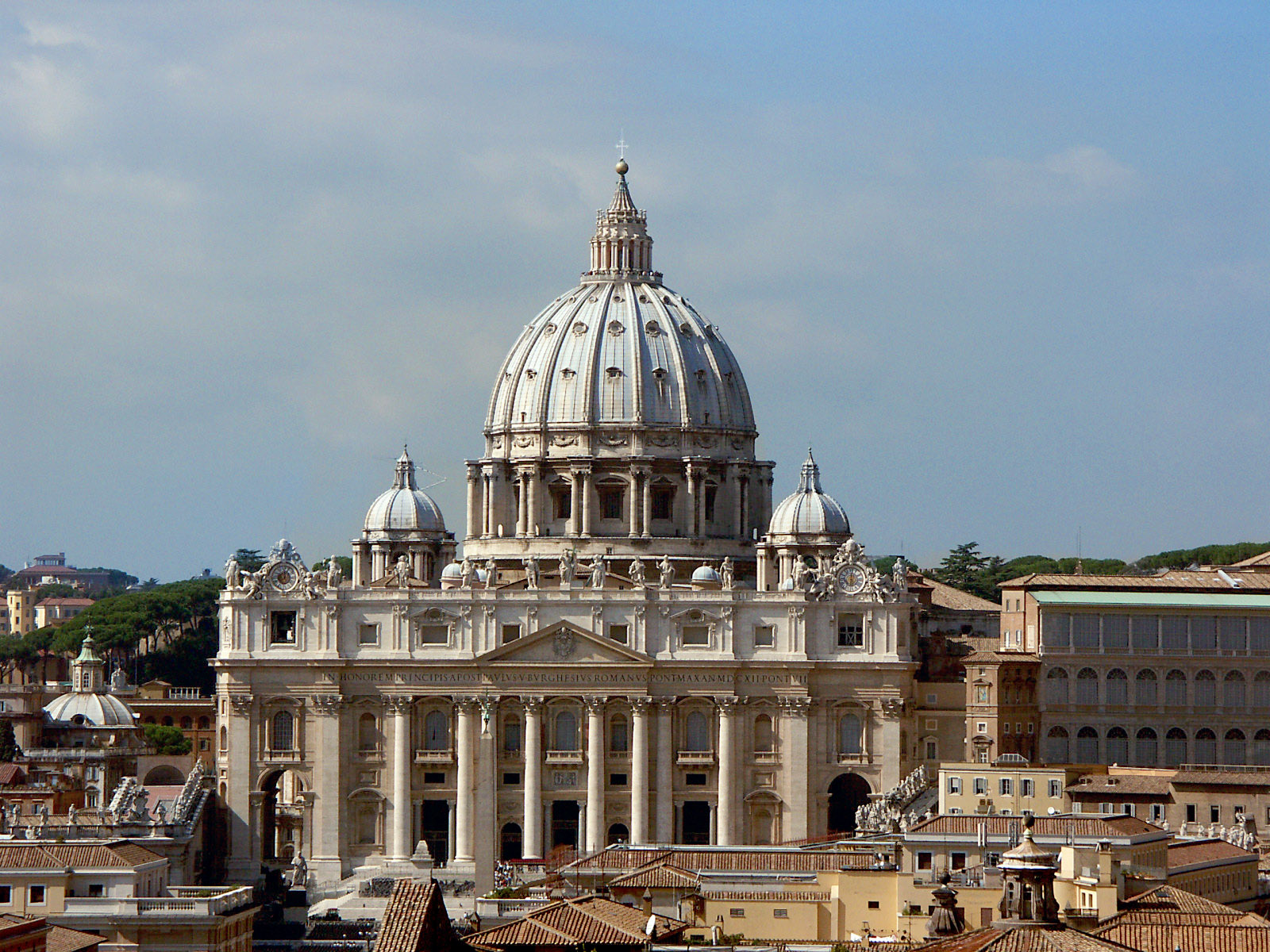
La basilique Saint-Pierre
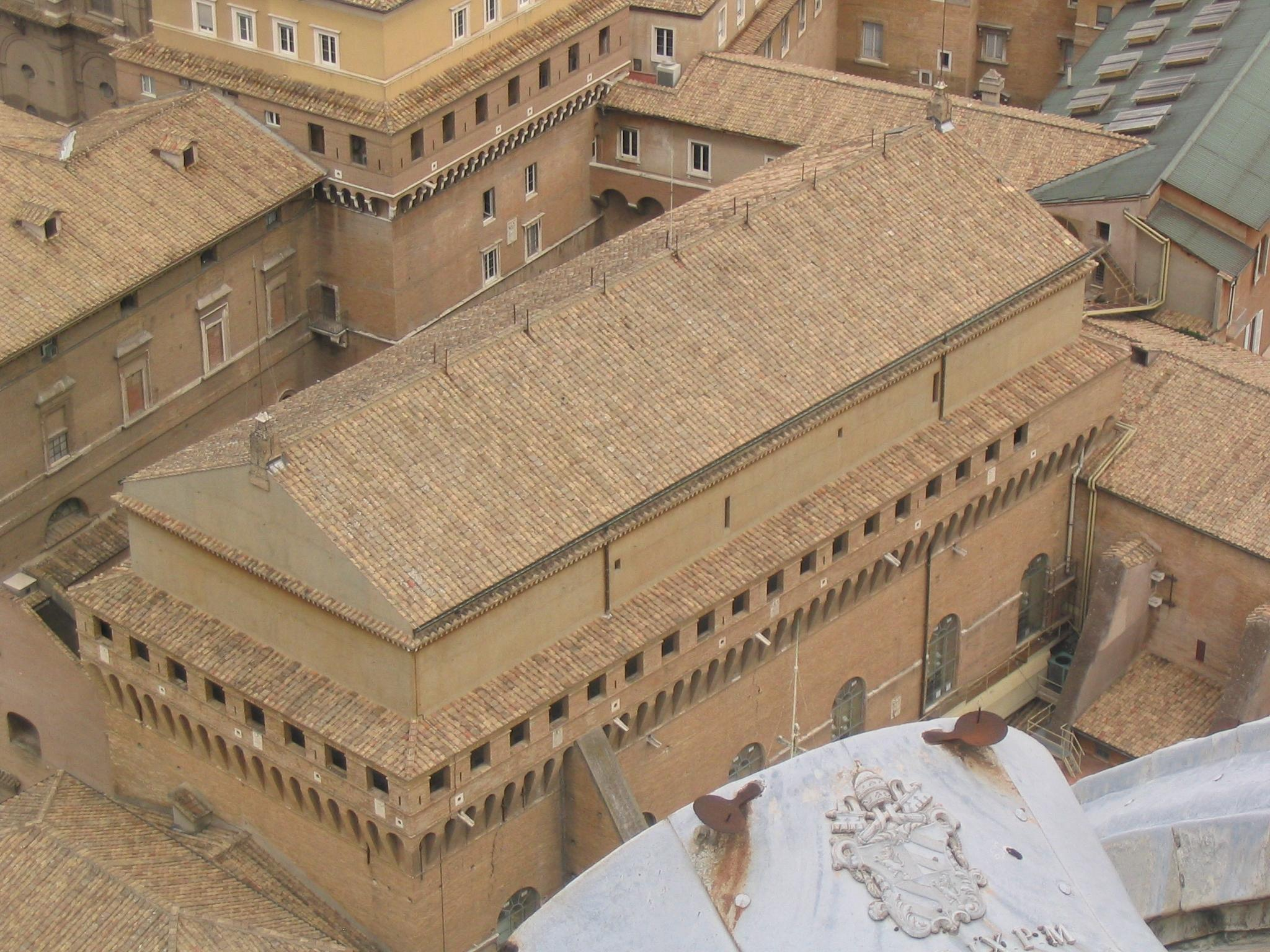
La chapelle Sixtine
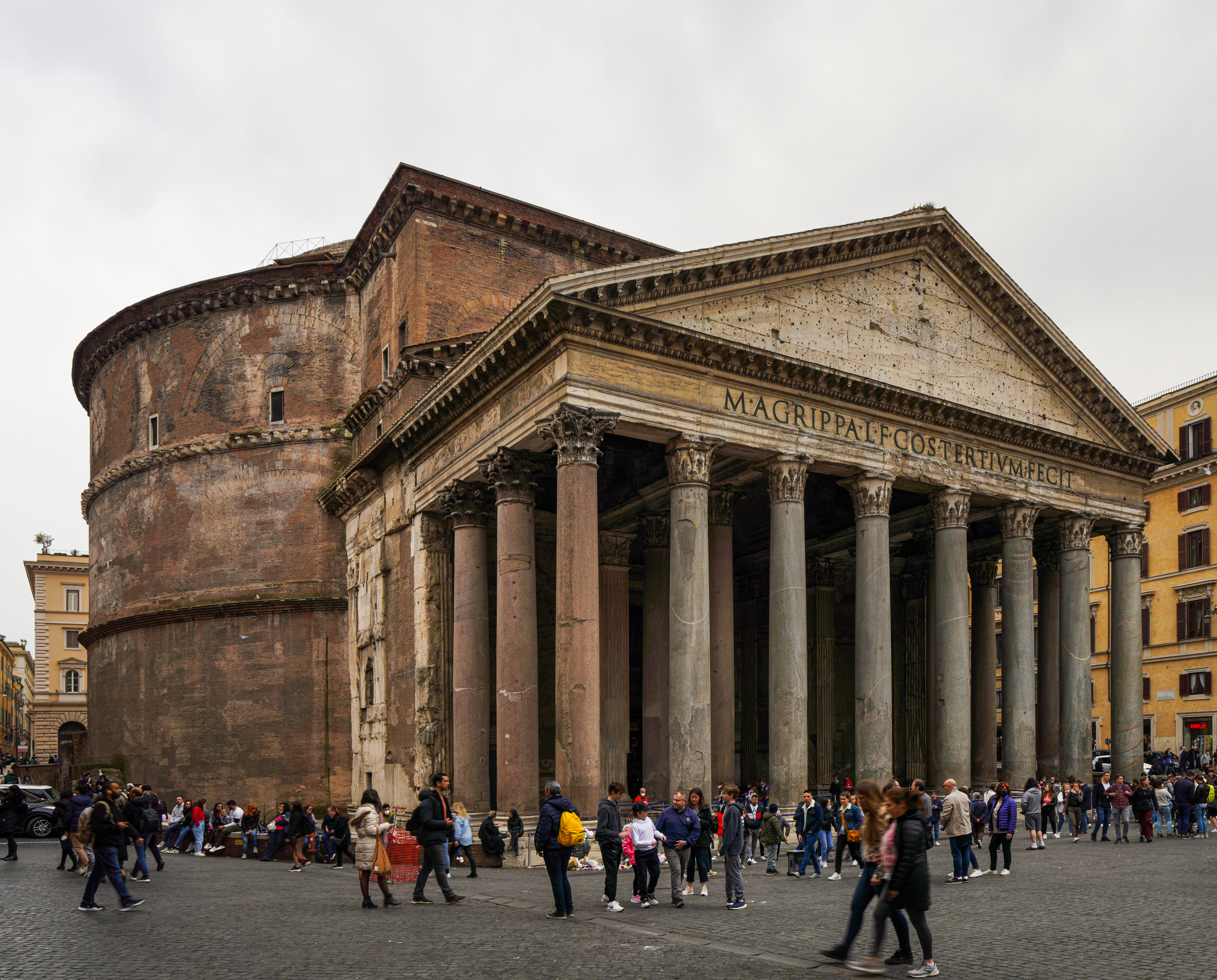
Le Panthéon
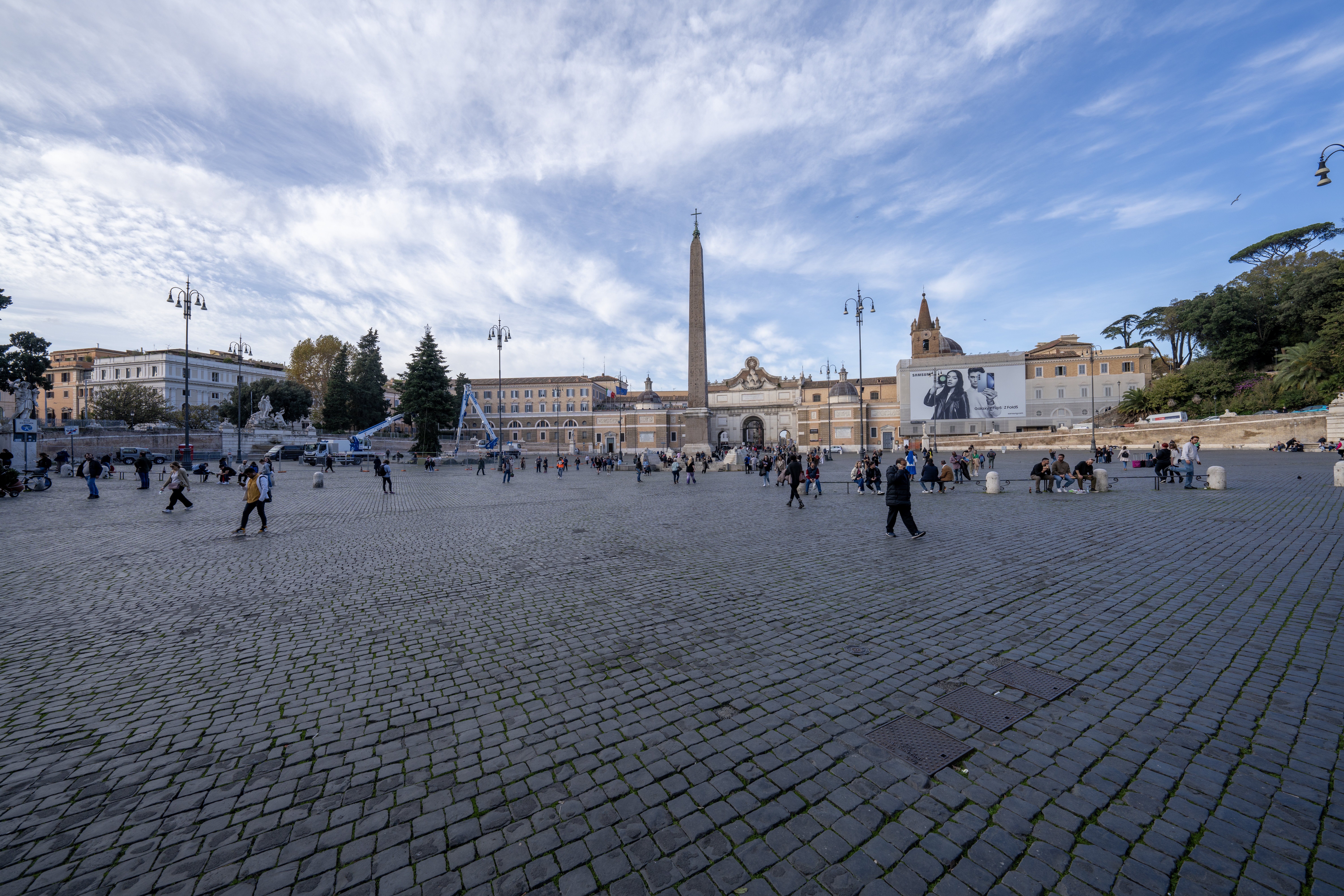
La piazza del Popolo et son obélisque
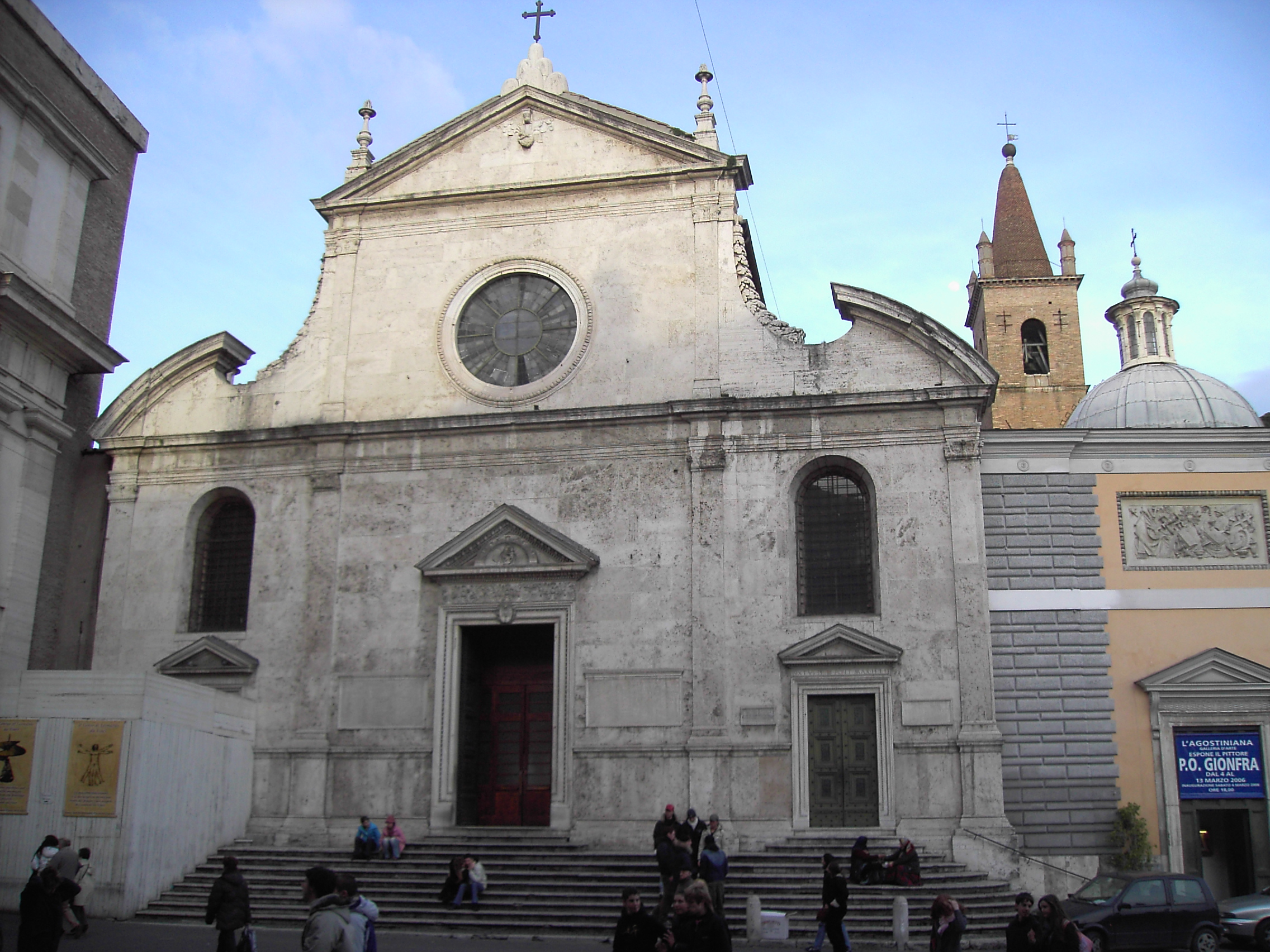
L'église Santa Maria del Popolo
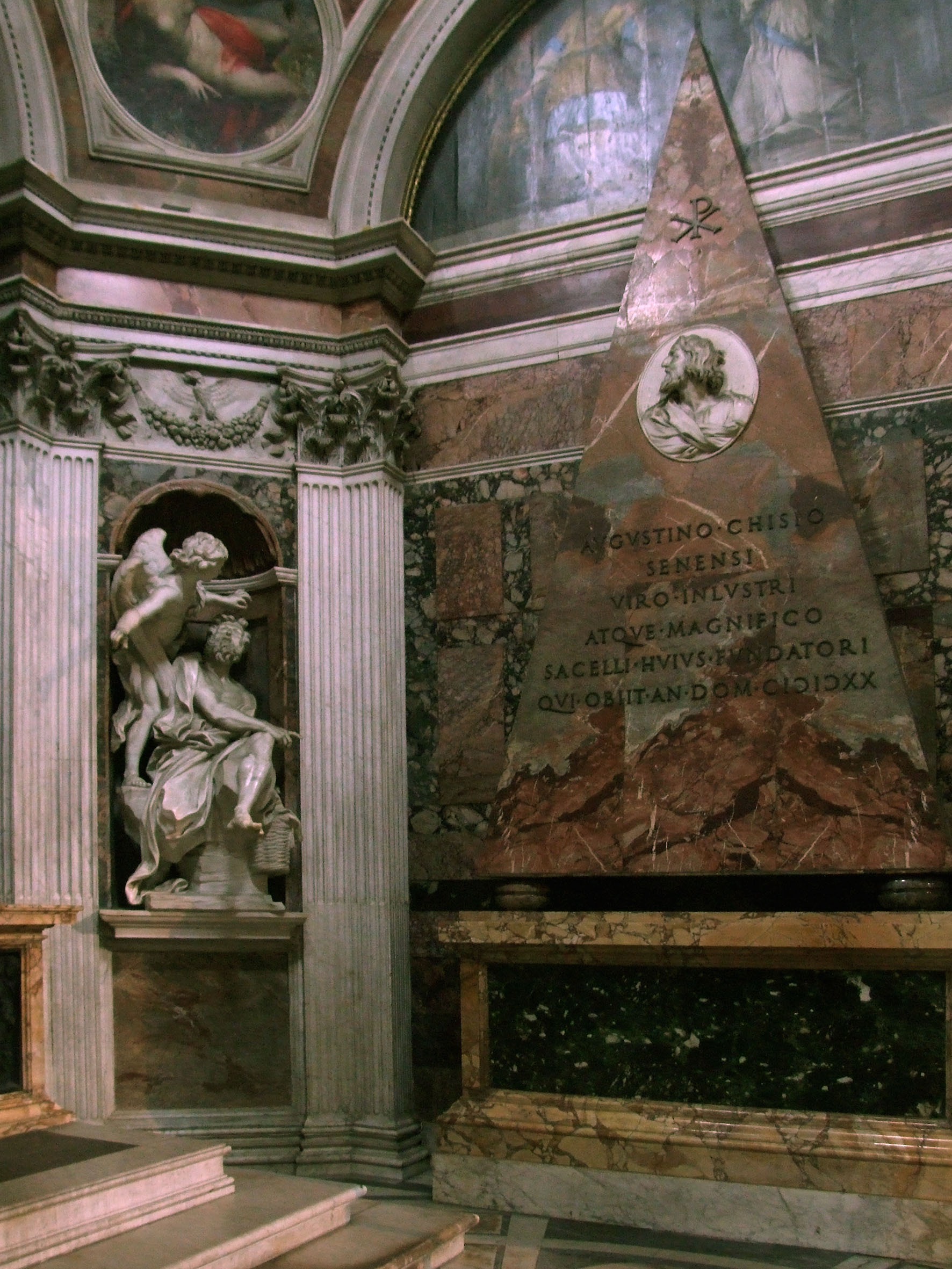
La Chapelle Chigi
L'église Santa Maria Della Vittoria
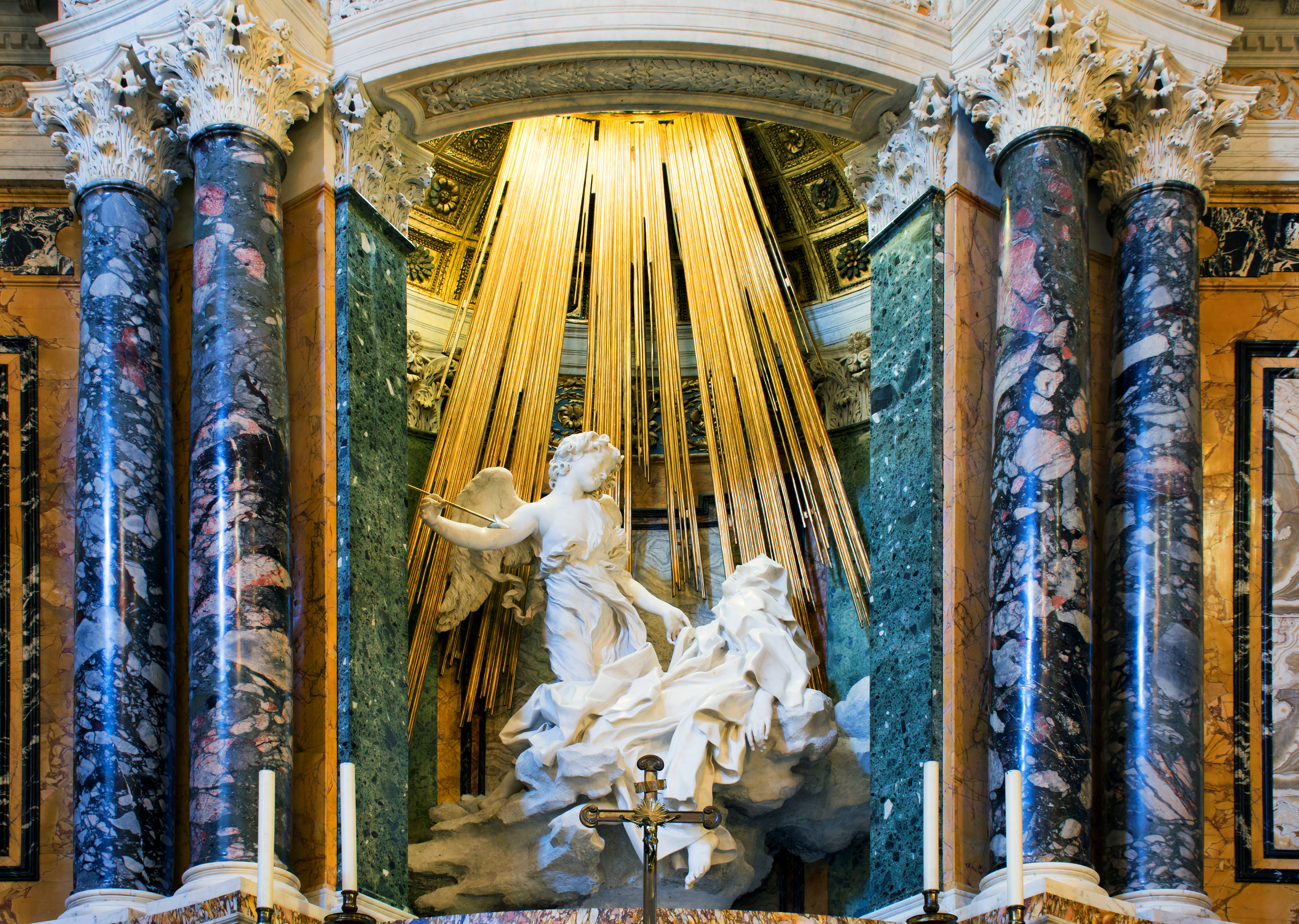
L'Extase de sainte Thérèse
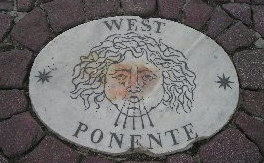
Dalle de la place Saint-Pierre
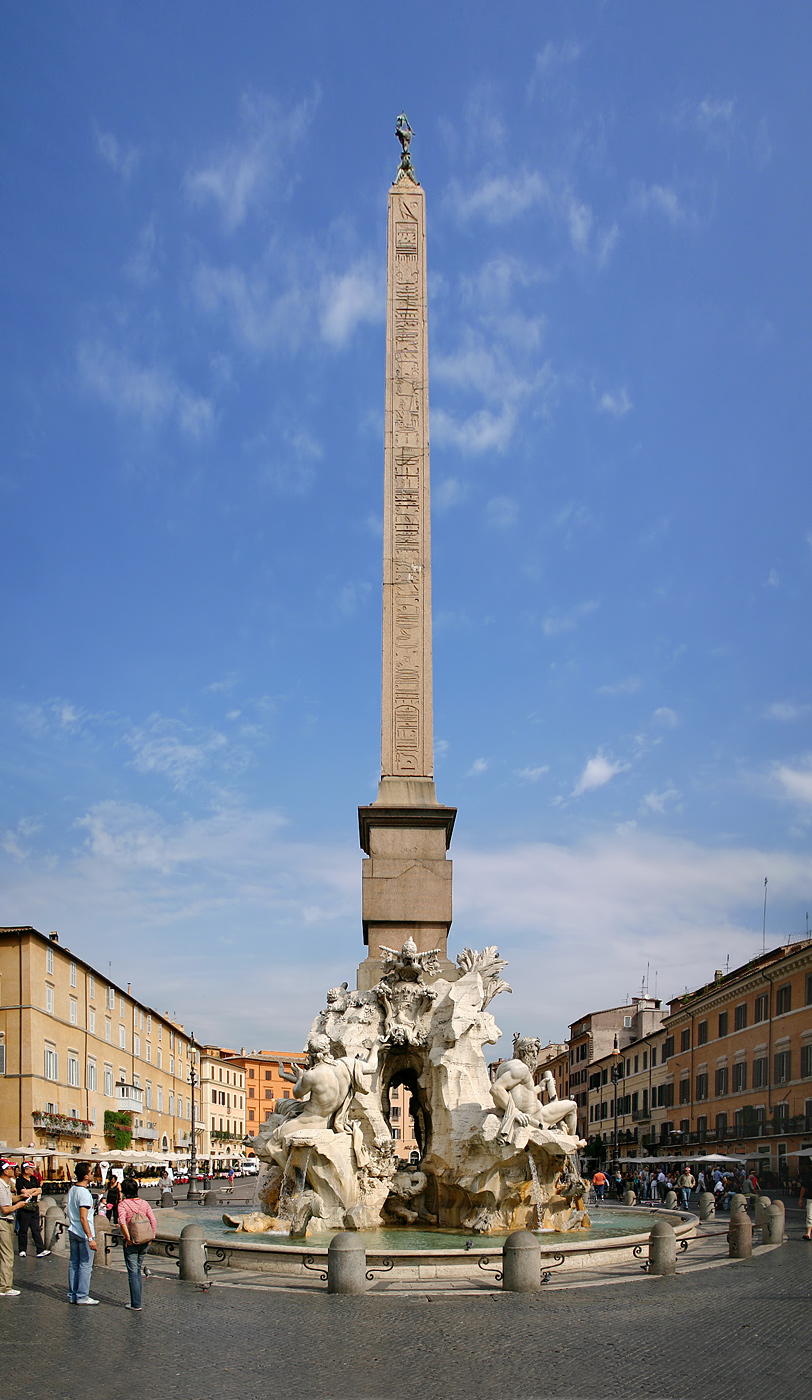
La fontaine des Quatre-Fleuves
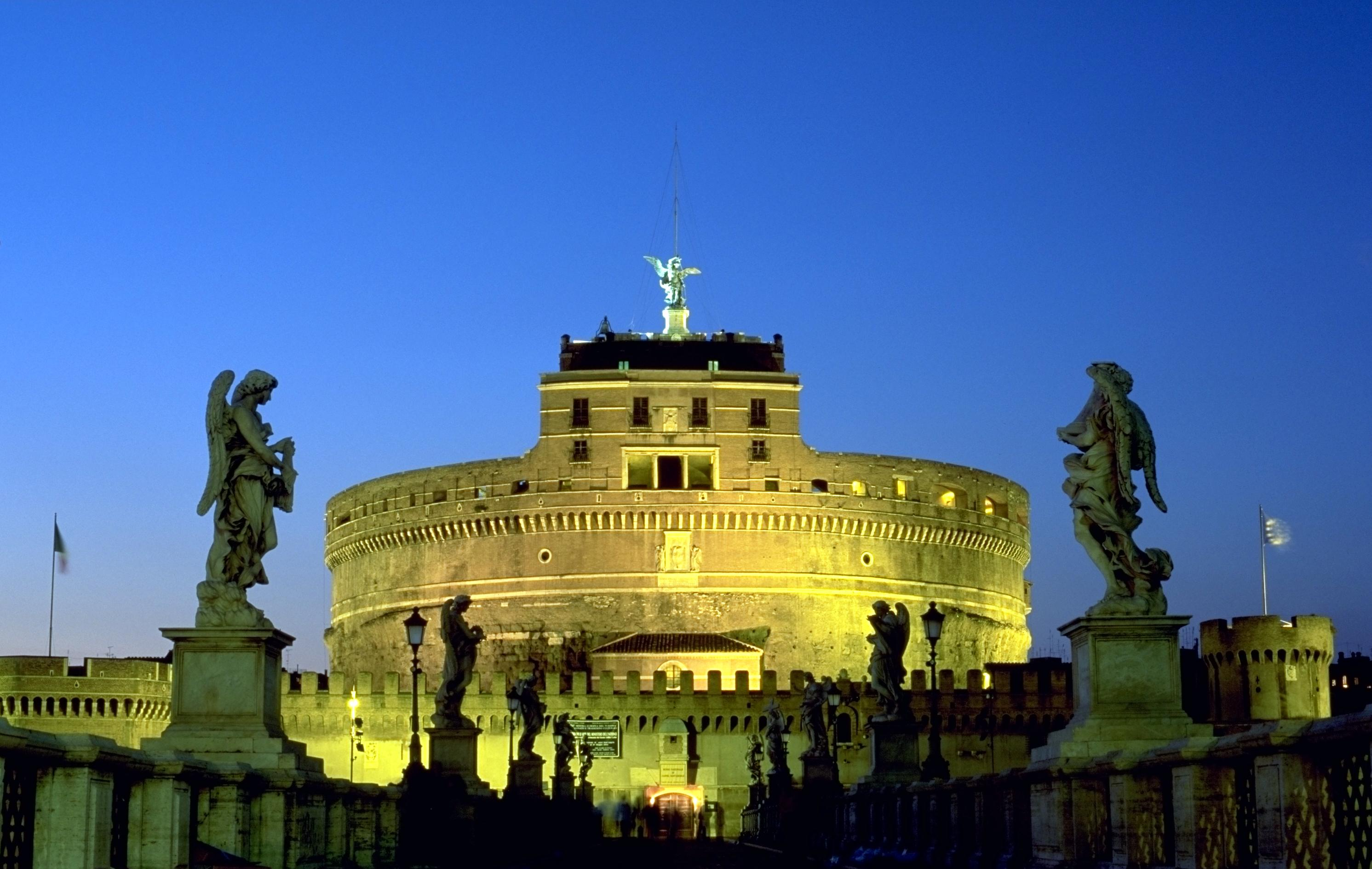
Le château Saint-Ange
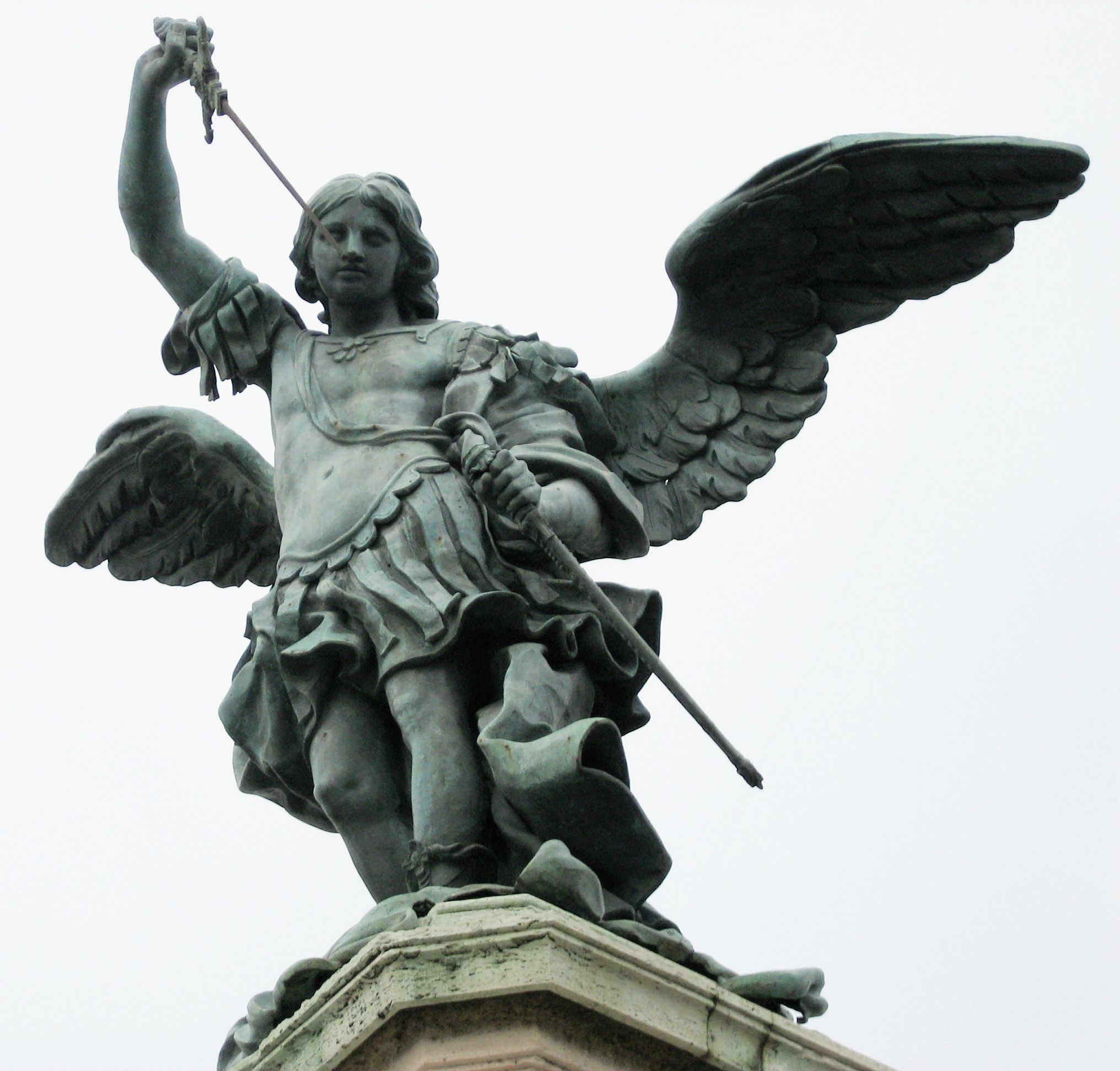
L'ange de Peter Anton von Verschaffelt au château Saint-Ange

## Accueil

### Accueil critique
Sur l'agrégateur américain Rotten Tomatoes, le film récolte 36 % d'opinions favorables pour 258 critiques. Sur Metacritic, il obtient une note moyenne de 48⁄100 pour 36 critiques.
En France, le site Allociné propose une note moyenne de 2,4⁄5 à partir de l'interprétation de critiques provenant de 19 titres de presse.

## Distinctions
Entre 2009 et 2010, Anges et Démons a été sélectionné 6 fois dans diverses catégories et a remporté 1 récompense.

### Récompenses
- Société Américaine des Compositeurs, Auteurs et Éditeurs de Musique 2010 :
  - Prix ASCAP des Meilleurs films au box-office décerné à Hans Zimmer.

### Nominations
- Prix du jeune public 2009 :
  - Meilleur film dramatique,
  - Meilleur film dramatique de l'été.
- Prix mondiaux de la bande originale 2009 : Meilleur compositeur de la bande originale de l'année pour Hans Zimmer.
- Guilde des directeurs artistiques 2010 : Meilleur film contemporain pour Allan Cameron, Giles Masters, Keith P. Cunningham, Dawn Swiderski, Luke Freeborn, Alex Cameron, Mark Homes, Patricia Johnson, Patte Strong-Lord, Jeff Markwith, Clint Schultz, Gunnar Ahmer, James Gemmill et Robert Gould.
- Société des effets visuels 2010 :
  - Meilleurs effets visuels secondaires dans un film pour Angus Bickerton, Mark Breakspear, Ryan Cook, Barrie Hemsley.

## Analyse

### Différences entre le livre et le film
- Si vous ne connaissez pas le sujet, laissez ce bandeau (vous pouvez alors contacter les auteurs).
- Si vous supprimez le contenu mis en cause (vous pouvez préalablement contacter les auteurs),

argumentez précisément cette suppression dans la page de discussion
(un manque de référence n'est pas un argument ; une recherche réelle de référence doit avoir été effectuée, être formellement documentée).
- Dans le film, après que le Vatican est entré dès le début en contact avec lui, Langdon s'envole directement pour Rome, où il rencontre Vittoria Vetra. Dans le livre, c'est après que le CERN a communiqué avec lui à la suite du vol de l'antimatière qu'il se rend au Vatican, où les autorités ne croient pas tout de suite à la menace de l'antimatière.
- Dans le film, Vittoria Vetra découvre le corps du père Silvano Bentivoglio, son collègue scientifique. Dans le livre, Maximilien Kohler découvre le corps de Leonardo Vetra (le père adoptif de Vetra), qui a été assassiné tandis qu'il travaillait sur l'antimatière alors que Vittoria faisait de la plongée.
- Dans le livre le camerlingue est Carlo Ventresca, un Italien. Dans le film, son nom et sa nationalité ont été changés. Il est devenu Mgr Patrick McKenna, originaire d'Irlande du Nord.
- Dans le film, Langdon parvient à sauver in extremis le cardinal Baggia de la noyade à la fontaine des Quatre-Fleuves. Ce dernier lui indique la cachette de l'assassin, au château Saint-Ange et devient par ailleurs le pape à la fin du film. Dans le livre, Mgr Baggia meurt noyé et Langdon doit trouver par lui-même la cachette.
- Dans le film, le personnage de Maximillian Kohler a été supprimé. Dans le livre, c'est lui qui communique avec Langdon au début et qui lui remet la caméra révélant le plan du camerlingue. Dans le film, la révélation du plan incombe à Maximilian Richter, lequel reprend le prénom et quelques caractéristiques de Kohler.
- Dans le film, le dernier fer après ceux de la terre, de l'air, du feu et de l'eau est le symbole de Saint-Pierre composé de deux clés entrecroisées inversées. Dans le livre c'est le « diamant des Illuminatis » (regroupant les symboles des quatre premiers fers).
- Dans le livre, Langdon monte avec le camerlingue dans l'hélicoptère. Ce dernier l'abandonne dans l'hélicoptère et de cette façon Langdon comprendra qui il est vraiment. Dans le film, le camerlingue monte seul.
- Dans le livre, le camerlingue reçoit un message divin lui indiquant l'emplacement de la bombe. Dans le film, il fait la déduction après avoir été marqué au fer.
- Dans le livre, l'assassin meurt au château Saint-Ange. Dans le film, il meurt dans l'explosion de sa voiture. De plus, l'assassin est d'origine arabe et n'est pas nommé dans le livre tandis que celui du film est d'origine européenne et se nomme Grey.
- Les personnages de Chinita Macri et Gunther Glick n'existent pas dans le film.
- Dans le livre, Robert Langdon part tout seul à la recherche de l'Église de l'Illumination. Dans le film, on voit plusieurs policiers qui accompagnent Langdon dans sa quête.
- Plusieurs noms de personnages ont également été changés, dans le livre le capitaine de la garde suisse pontificale s'appelle Rocher tandis que dans le film, il se nomme Maximilian Richter, le personnage du film étant un mélange entre Maximilian Kohler et Rocher dans le livre. Dans le livre, le cardinal grand électeur du conclave et doyen du Sacré Collège est italien et se nomme Saverio Mortati, alors que dans le film, il s'appelle Strauss et est probablement allemand.
- Dans le livre, l'histoire se termine sur une scène de Robert Langdon et Vittoria dans un hôtel. Aussi, le présent offert par le Nouveau Pape dans le livre fut le "Diamant des Illuminattis" plutôt que "La Diagramma" comme ça a été dans le film.

## Autour du film

### Saga cinématographique Robert Langdon
- 2006 : Da Vinci Code de Ron Howard
- 2009 : Anges et Démons de Ron Howard
- 2016 : Inferno de Ron Howard[11]